# 包頭站
包頭站原名沼潭站，位于中国內蒙古自治區包頭市昆都仑区沼潭街道，于1956年启用，为呼和浩特局集团管辖的一等站。经过铁路有京包客运专线（原集包铁路）、唐包鐵路、包西铁路及包神鐵路。

## 车站结构

### 站房

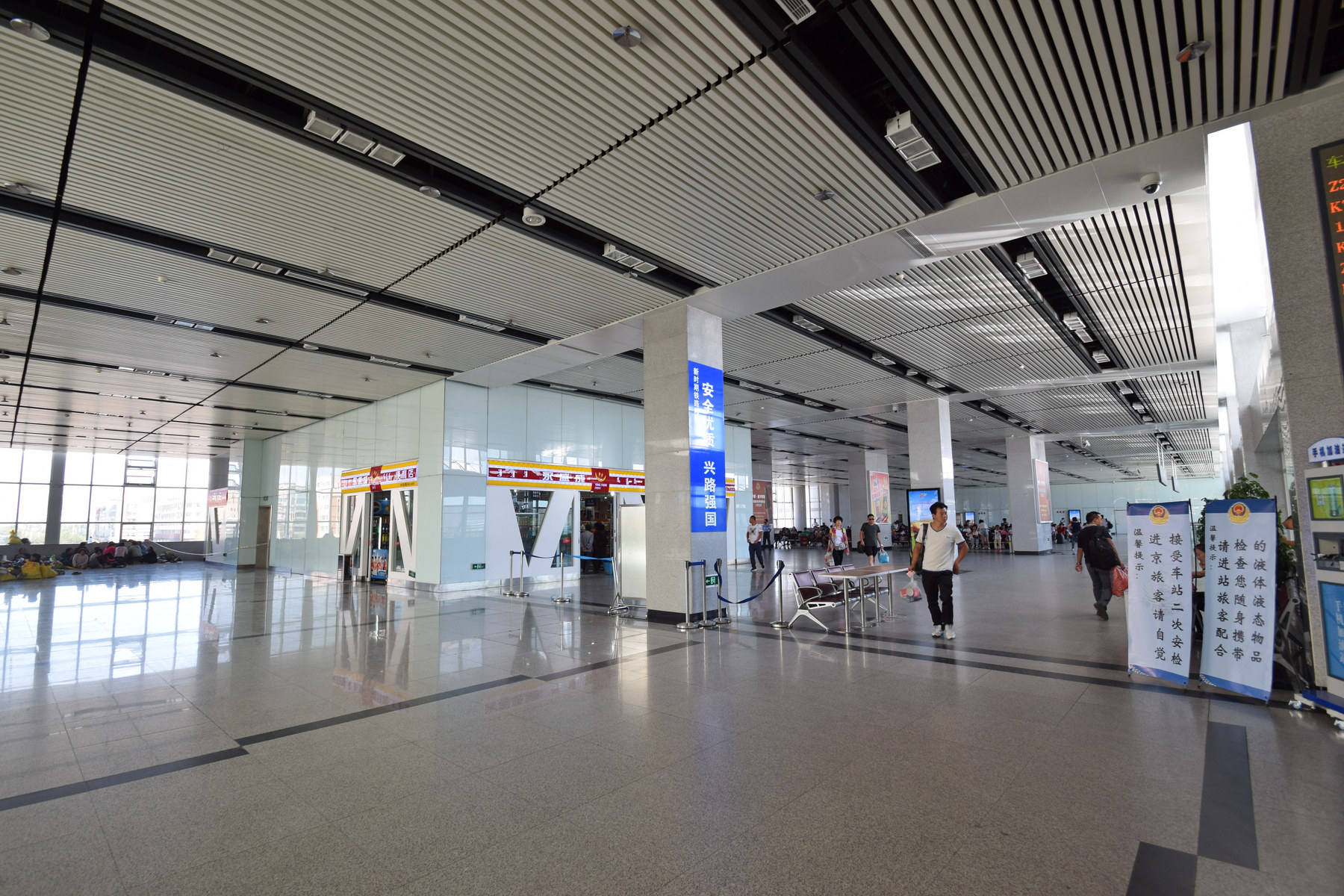
包头站候车大厅

包头站售票处设有15个售票窗口，另设有多台自动售取票机。候车室专设城际列车候车专区、休闲娱乐区、重点旅客候车区、商务办公区、小红帽服务区等特色服务区域，城际列车专用候车室提供有线电视、免费上网、即时办公、商务休闲会谈、打印传真、阅读休闲等服务。

### 站场

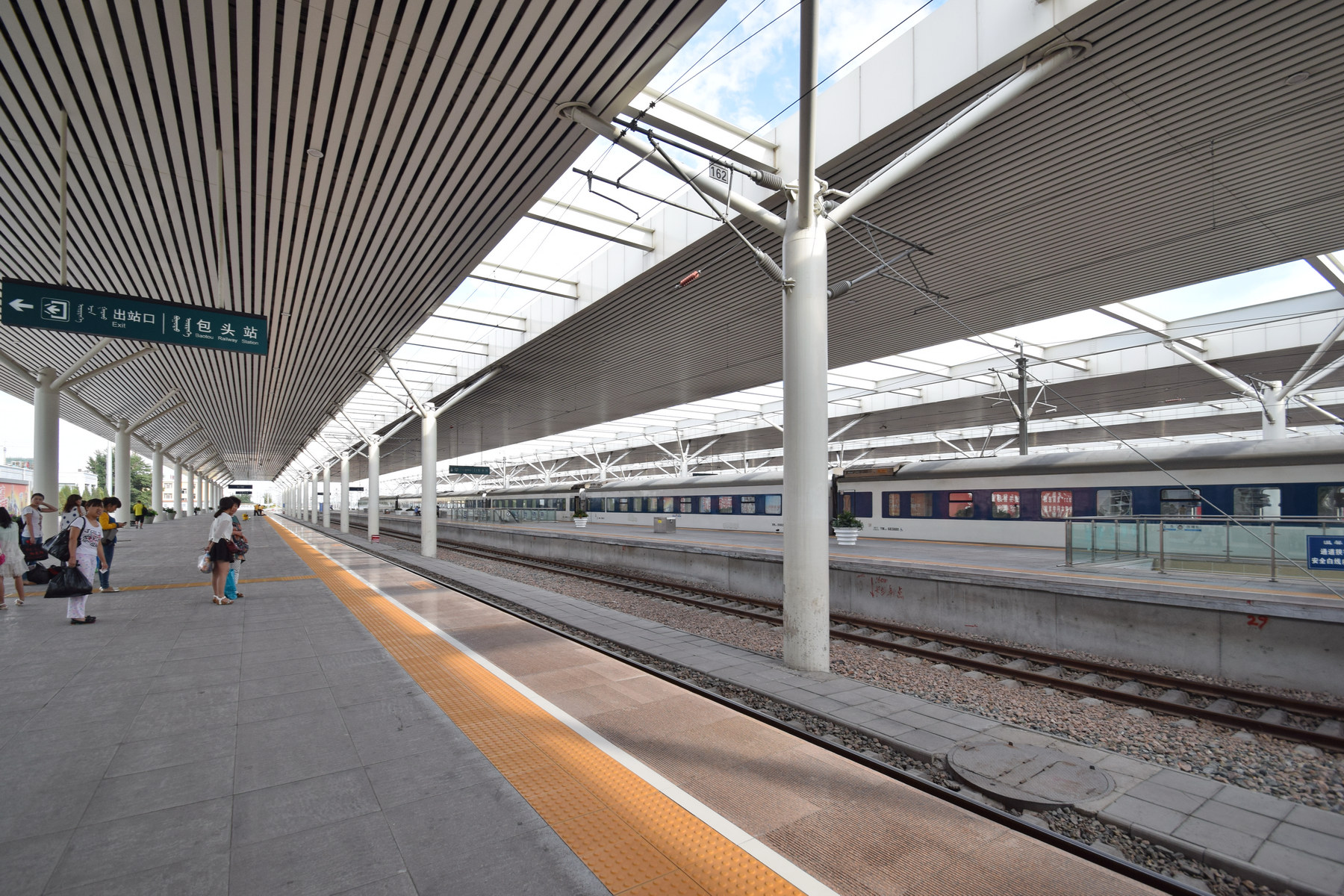
包头站

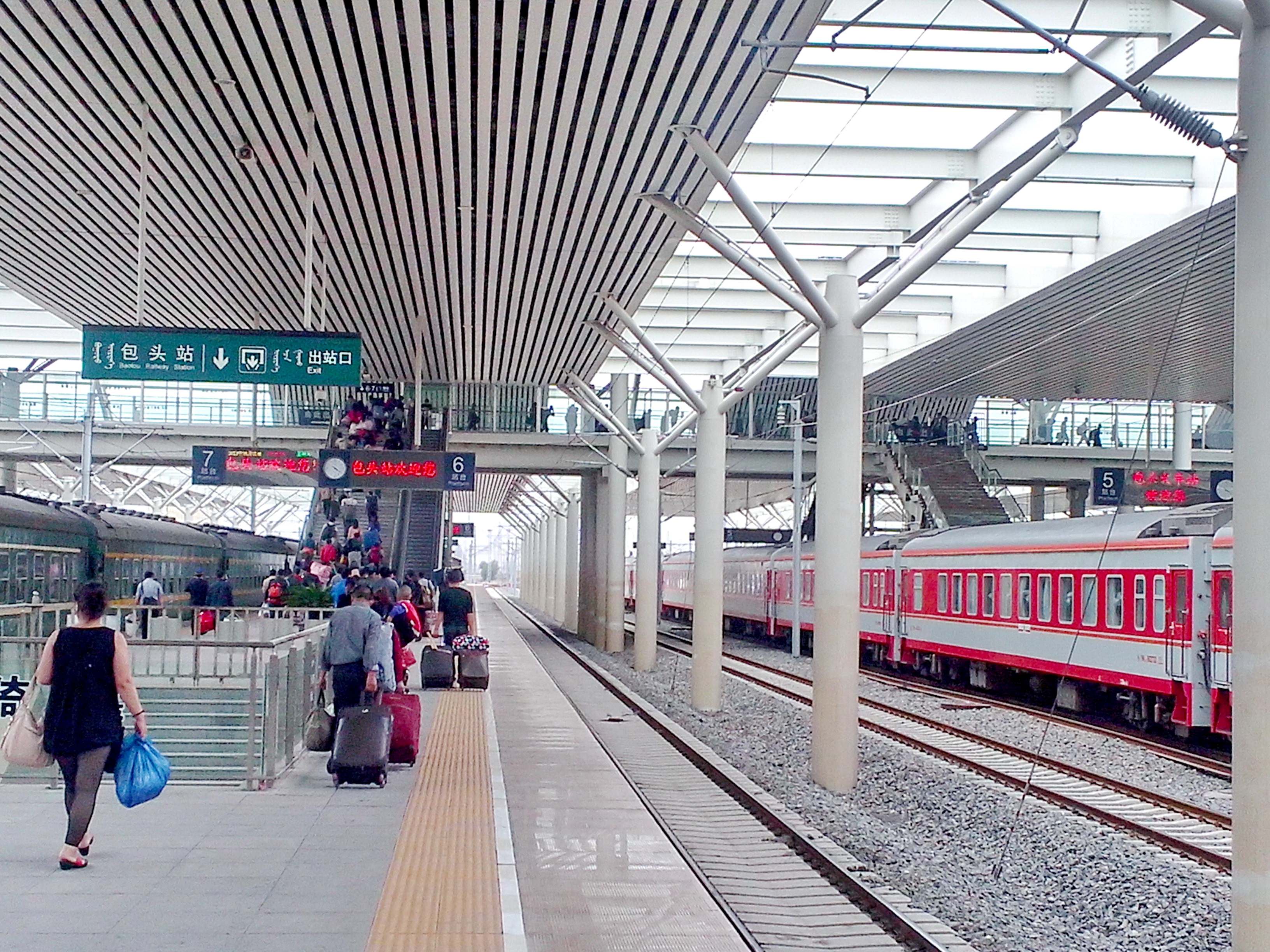
车站站台

包头站为一级两场布置。其中北场为高速场，有京包客运专线列车及包西铁路鄂尔多斯方向动车组列车停靠，设5条到发线、2条正线和1条机走线。南场有唐包铁路经过，并由包西铁路和包神铁路接入，设有4条旅客列车到发线、4条货车到发线和2条正线，南侧为车站货场。包头站站场东咽喉设有客机折返段和包头供电抢修基地，西咽喉北侧设有包头车辆段客车技术整备所。车站另设有通往包钢集团万开实业、明天科技一化、二化、四化、粮储库等单位的专用线。
包头站站场的5个旅客站台全部为1.25米的高站台，站台上设置旅客吸烟区和公园式大盆景及长条椅子。站台被无站台柱风雨棚覆盖。

## 使用情况
包頭站是京包客运专线、唐包鐵路（含包兰铁路、京包铁路直通列车）及包西鐵路的车站。日均办理旅客列车约80列，包括各类旅客列车，2019年12月30日开始运行高速动车组列车。

### 始发列车
| 列车所属路局   | 车次                                 | 目的地                               |
| -------------- | ------------------------------------ | ------------------------------------ |
| 呼和浩特局集團 | Z284                                 | 杭州                                 |
| 呼和浩特局集團 | Z338                                 | 南寧                                 |
| 呼和浩特局集團 | Z352                                 | 青島北                               |
| 呼和浩特局集團 | K7932                                | 二连                                 |
| 呼和浩特局集團 | K1566                                | 大連                                 |
| 呼和浩特局集團 | 6056                                 | 大同                                 |
| 呼和浩特局集團 | K896                                 | 赤峰南                               |
| 呼和浩特局集團 | K1117                                | 北京西                               |
| 呼和浩特局集團 | K1278                                | 溫州                                 |
| 呼和浩特局集團 | K1382                                | 哈爾濱西                             |
| 呼和浩特局集團 | K7901                                | 烏海西                               |
| 呼和浩特局集團 | K7916                                | 錫林浩特                             |
| 太原局集團     | 2462                                 | 臨汾                                 |
| 瀋陽局集團     | K56                                  | 瀋陽                                 |
| 动车组列车     |                                      |                                      |
| 列车担当路局   | 目的地                               | 目的地                               |
| 呼和浩特局集團 | 呼和浩特東、烏蘭察布、興和北、北京北 | 呼和浩特東、烏蘭察布、興和北、北京北 |
| 北京局集團     | 清河、北京北                         | 清河、北京北                         |

## 历史

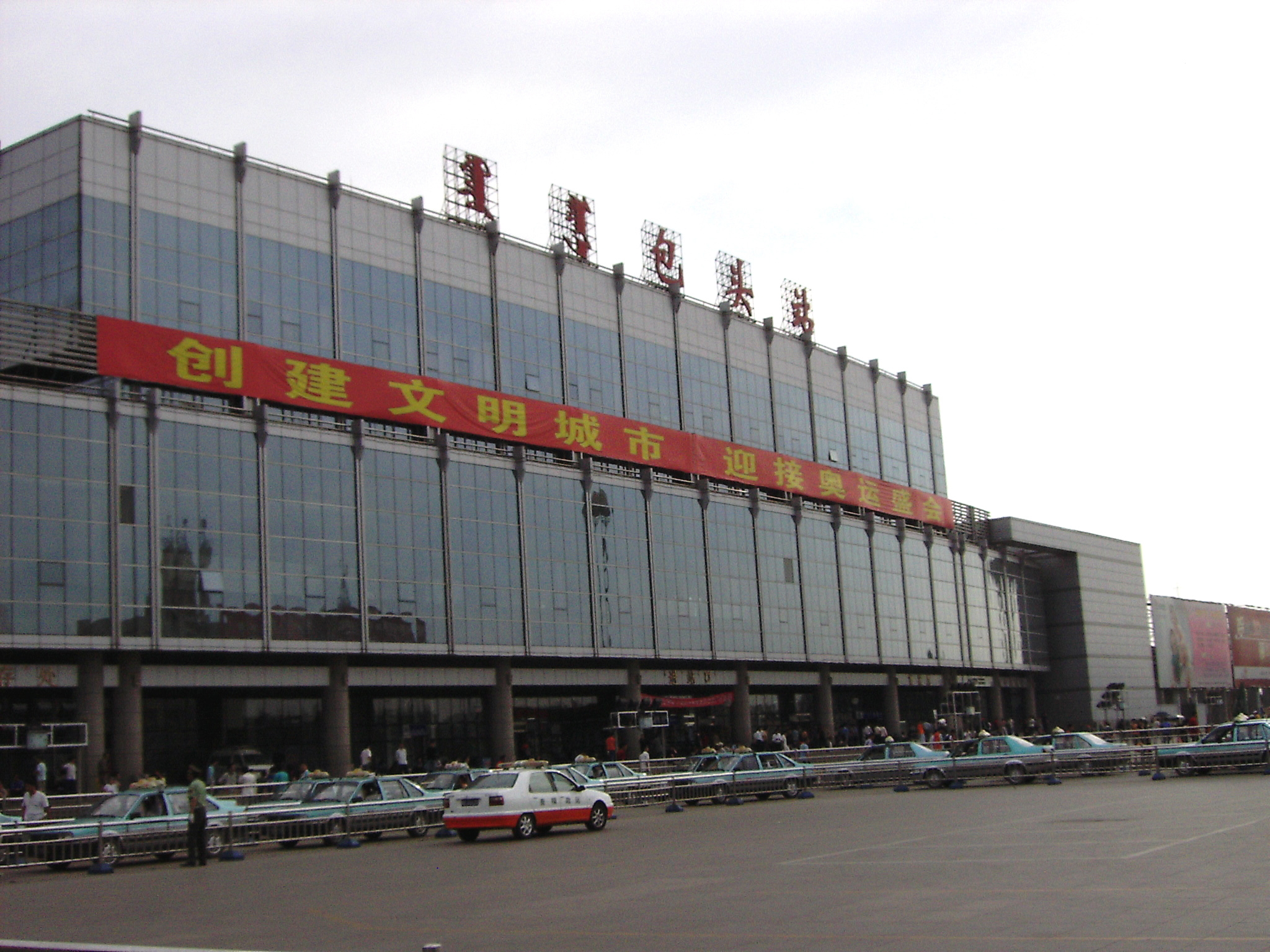
2008年6月的包头站

- 1956年包兰铁路建成投用，包头站也随之投入使用，当时名为昭潭站，后更名为包头站，位于东河区的原包头站更名为包头东站。

## 下辖车站
包头站为呼和浩特铁路局直属站，管辖包头东站及包西线包头南至新街（局界）段各站，其中包头站自身及包头东、达拉特西、东胜西、鄂尔多斯站为客运站。
2021年3月，包头车站新增管辖唐包线东至萨拉齐东4个车站，京包客专三卜素、萨拉齐、南园村3个车站、包兰线西至乌拉特前旗5个车站。

## 公交
- 1路：包头站-二旅社
- 2路：包头站-六合成公交站
- 8路：包头站-西沙梁
- 15路: 古城村委会-包头站-二旅社
- 15路支线：包头站-召湾
- 22路：包头站-六合成公交站
- 41路：包头站-二旅社
- 46路：包头站-万郡大都城东门
- 50路：包头站-包头东站
- 神鹿社区专线：包头站-神鹿社区

## 车站周边
- 包铁五中
- 内蒙古科技大学